# Старый Сезух
Старый Сезух — деревня в Пестяковском районе Ивановской области России. Входит в состав Пестяковского сельского поселения.

## География
Находится в юго-восточной части Ивановской области на расстоянии приблизительно 25 км на юг по прямой от районного центра поселка Пестяки на левом берегу речки Сезух.

## История
Населенный пункт основан как поселок в советское время. Долгое время находясь на территории Ивановской области административно подчинялся Володарскому району Нижегородской области. Официально передан в Ивановскую область только в 2008 году и получил статус деревни.

## Население
| 2002 | 2010 |
| ---- | ---- |
| 4    | ↘1   |

Постоянное население составляло 4 человека в 2002 году (русские 100%), 1 в 2010.